# Michael Ryderstedt
Michael Ryderstedt (ur. 12 listopada 1984 w Sztokholmie) – szwedzki tenisista, reprezentant w Pucharze Davisa.

## Kariera tenisowa
W gronie zawodowców startował w latach 2002–2012. W turniejach rangi ATP World Tour w grze pojedynczej najlepszy wynik osiągnął pod koniec października 2004 roku, w Sztokholmie dochodząc do półfinału. W meczu o awans do finału nie sprostał Thomasowi Johanssonowi.
W grze podwójnej Szwed dotarł do jednego finału zawodów ATP World Tour, w październiku 2008 roku, w Sztokholmie. Wspólnie z Johanem Brunströmem spotkanie o tytuł przegrali z parą Jonas Björkman i Kevin Ullyett.
W lipcu 2011 roku zadebiutował w reprezentacji Szwecji w zmaganiach o Puchar Davisa w rundzie ćwierćfinałowej grupy światowej przeciwko Serbii. Do końca 2012 roku zagrał w zawodach pięć przegranych meczów singlowych oraz jeden zakończony porażką pojedynek deblowy.
Najwyżej w rankingu ATP singlistów zajmował 130. miejsce (18 lipca 2005), a w klasyfikacji deblistów 150. pozycję (13 lipca 2009).

### Finały w turniejach ATP World Tour
| Legenda                                      |
| -------------------------------------------- |
| Wielki Szlem                                 |
| Igrzyska olimpijskie                         |
| Tennis Masters Cup / ATP Finals              |
| ATP Masters Series / ATP Tour Masters 1000   |
| ATP International Series Gold / ATP Tour 500 |
| ATP International Series / ATP Tour 250      |

#### Gra podwójna (0–1)
| Końcowy wynik | Nr | Data                 | Turniej   | Nawierzchnia  | Partner         | Przeciwnicy                  | Wynik finału |
| ------------- | -- | -------------------- | --------- | ------------- | --------------- | ---------------------------- | ------------ |
| Finalista     | 1. | 12 października 2008 | Sztokholm | Twarda (hala) | Johan Brunström | Jonas Björkman Kevin Ullyett | 1:6, 3:6     |